# ویکتور لره
ویکتور کِلمان ژرژ فیلیپ لُره (فرانسوی: Victor Loret‎؛ ۱ سپتامبر ۱۸۵۹ – ۳ فوریه ۱۹۴۶) متخصص مصرشناسی و باستان‌شناسی اهل فرانسه بود. وی زیر نظر گستون مسپرو در مدرسه عملی پژوهش‌های عالی تحصیل کرد و در سال ۱۸۹۷ سرپرست شورای عالی آثار باستانی مصر شد. او در مارس ۱۸۹۸ مقبرهٔ آمنهوتپ دوم را در دره پادشاهان کشف کرد. آن گور سطلنتی همچنین محل ئنهان سازی گنج چند فرعون بزرگ دیگر از جمله تحوتموس چهارم، آمنهوتپ سوم و رامسس ششم بود که توسط کاهن بزرگ دودمان بیست و یکم مصر «پینوزم یکم» از ترس ربوده شدن توسط غارتگران در آنجا پنهان شده بود.  او پیش از مرگش در سن ۸۶ سالگی، بخشی از کلکسیون شخصی خود را به دانشگاه لیون و قسمت اعظم آن را به شاگرد محبوب خود الکساندر واری اعطا کرد.